# True Grit (Roman)
True Grit (auch: Die mutige Mattie) ist ein Wildwestroman von Charles Portis aus dem Jahre 1968.
Er handelt von der 14-jährigen Mattie Ross, die den Marshal Reuben „Rooster“ Cogburn damit beauftragt, den Gesetzlosen Tom Chaney festzunehmen, um dessen Mord an Matties Vater zu rächen. Gemeinsam mit dem Texas Ranger LaBoeuf verfolgen sie Chaney im Indianerterritorium, welches als Zufluchtsort zahlreicher Krimineller gilt.
Bereits 1969 wurde das Buch unter demselben Titel mit John Wayne in der Rolle des Marshal Cogburn verfilmt. Im Jahre 2010 wurde der Roman von den Coen-Brüdern neuverfilmt.

## Handlung
Zu Beginn der Handlung kommt die 14-jährige Mattie Ross nach Fort Smith in Arkansas, um einige Wertgegenstände ihres zuvor ermordeten Vaters abzuholen. Da dieser vor seinem Tod von dem glücklosen Colonel Stonehill einige Ponys gekauft hatte, für die Mattie nun keine Verwendung mehr hat, versucht sie diesen zu überreden, die Ponys zurückzukaufen. Dies gelingt ihr aber nur durch ihr ausgeprägtes Verhandlungsgeschick und die Androhung eines Prozesses. Außerdem erhält sie eine Entschädigung für den Diebstahl des Pferdes ihres Vaters.
Als Mattie später erfährt, dass die Polizei keine großen Anstrengungen unternimmt, Tom Chaney, den in das Indianerterritorium geflüchteten Mörder ihres Vaters, welcher sich nach seiner Flucht der Bande des Banditen Lucky Ned Pepper angeschlossen hat, zu verfolgen, beschließt sie einen für das Gebiet zuständigen Marshal mit der Festnahme des Mörders zu beauftragen. Ihre Wahl fällt dabei auf den als besonders mutig geltenden Reuben „Rooster“ Cogburn, welchen sie während einer Gerichtsverhandlung, bei der die unorthodoxen Methoden Cogburns von der Verteidigung heftig kritisiert werden, zum ersten Mal trifft. Sie bietet ihm von dem durch die Verhandlungen mit Stonehill gewonnenen Geld 100 Dollar an, unter der Voraussetzung, dass es ihm gelingt, Chaney festzunehmen, so dass er in Fort Smith verurteilt und hingerichtet werden kann.
Noch während des Aufenthaltes in Fort Smith taucht der Texas Ranger LaBoeuf auf, der ebenfalls auf der Suche nach Tom Chaney ist. Dieser berichtet in einem Gespräch mit Mattie, dass Chaney eigentlich Theron Chelmsford heißt und in Texas einen Senator erschossen hat, weshalb dort ein Kopfgeld auf in ausgesetzt wurde. Da Mattie aber möchte, dass Chaney in Ford Smith für die Ermordung ihres Vaters bestraft wird, LaBoeuf diesen aber nach Texas bringen will, um das Kopfgeld zu erhalten, lehnt sie dessen Hilfe ab. Dieser trifft sich aber mit Cogburn und schlägt ihm vor, für die Ergreifung Chaneys zusammenzuarbeiten und das Kopfgeld zu teilen. Da dieses Kopfgeld wesentlich höher ist als die von Mattie versprochene Belohnung, beschließt Cogburn, mit LaBoeuf zusammenzuarbeiten, was allerdings dazu führt, dass Mattie ihr Geld zurückverlangt. Allerdings kommt Mattie schließlich zu dem Schluss, dass später noch genug Zeit sei, um Cogburn mit Hilfe ihres Anwalts zu verklagen, weshalb sie versucht, wie ursprünglich geplant, Cogburn auf der Jagd nach Chaney zu begleiten. Als Reittier dient ihr dabei ein Pony, welches sie zuvor von Stonehill zurückkauft. 
Als sie jedoch am nächsten Morgen an der Fähre zum Indianerterritorium auf Cogburn und LaBoeuf trifft, weigern sich diese, sie mitzunehmen und setzen ohne sie über. Doch es gelingt Mattie, mit ihrem Pony durch den Fluss zu schwimmen und beide für eine längere Zeit zu verfolgen, bis diese ihr auflauern und sie von ihrem Pony zerren können. Als LaBoeuf sich allerdings anschickt, Mattie zu verprügeln, wird er von Cogburn daran gehindert.
Nun gemeinsam reitend, erreicht die Gruppe eine kleine Hütte, in der sie zwei Mitglieder von Ned Peppers Bande überrumpeln können. Ein Verhör der beiden ergibt, dass Pepper die Absicht hat, an dieser Hütte die Pferde zu wechseln, woraufhin sich Cogburn und LaBoeuf auf die Lauer legen, um die Gruppe aus dem Hinterhalt anzugreifen. Als diese schließlich nach langer Zeit bei der Hütte auftauchen, eröffnet LaBoeuf zu früh das Feuer, woraufhin zwar zwei Bandenmitglieder getötet werden Pepper aber entkommen kann.
Da LaBoeuf bei dieser Auseinandersetzung verwundet wird, reitet die Gruppe zu einer kleinen Siedlung, um die Verletzung behandeln zu lassen. Anschließend brechen alle drei zu einem längeren Ritt auf, der sie schließlich in die Nähe des Lagers der Banditen führt. Beim morgendlichen Wasserholen trifft Mattie durch Zufall auf Chaney. Obwohl es ihr sogar gelingt, ihn mit dem alten Revolver ihres Vaters anzuschießen, kann Chaney schließlich Mattie, aufgrund einer Fehlfunktion ihres Revolvers wehrlos geworden, in das Lager der Banditen verschleppen. Mit ihr als Geisel zwingen die Gesetzlosen die beiden Beamten, über eine gut zu sehende Hügelkuppe zu reiten und somit die Jagd nach ihnen aufzugeben.
Als dies geschehen ist, beschließt Pepper, mit seiner Bande vorauszureiten und Chaney mit Mattie als Geisel zurückzulassen. Erst nach deren Freilassung soll dieser an der Beute beteiligt werden. Als Mattie jedoch einen Fluchtversuch startet, kann Chaney nur noch durch LaBoeuf, der sich dem Lager in einem Bogen genähert hatte, davon abgehalten werden, Mattie zu ermorden. Nachdem Chaney somit zum Gefangenen LaBoeufs geworden ist und keine Gefahr mehr darzustellen scheint, beobachten beide, wie sich Cogburn alleine gegen die Bande Peppers stellt. Indem er, mit Schusswaffen in beiden Händen, schießend auf die Gruppe zureitet, gelingt es ihm, die gesamte Bande bis auf Pepper auszuschalten. Als sich dieser dem gestürzten Cogburn nähert, um ihn zu erschießen, rettet LaBoeuf Cogburn das Leben, indem er Pepper mit seinem Gewehr über eine beachtliche Distanz tödlich trifft.
Durch den Kampf im Tal abgelenkt, bemerken beide aber nicht, dass sich Chaney erneut aufrappelt, so dass dieser schließlich LaBoeuf bewusstlos schlagen kann. Von Chaney bedrängt, gelingt es Mattie, einen weiteren Schuss auf ihn abzugeben, was allerdings dazu führt, dass sie durch den Rückstoß des Revolvers in ein Loch voller Schlangen fällt.
Obwohl Cogburn schnell zur Hilfe eilt und sie aus dem Loch befreit, kann er nicht mehr verhindern, dass Mattie von einer Schlange in den Unterarm gebissen wird. Um Mattie schnell zu einem Arzt zu bringen, reitet Cogburn nicht nur Matties Pony zu Tode, sondern requiriert auch mit vorgehaltener Waffe einen Planwagen. Auf diese Weise gelingt es ihm, Mattie noch rechtzeitig zu einem Arzt zu bringen, welcher zwar Matties Leben, aber nicht mehr ihren Arm retten kann.
Viele Jahre später versucht Mattie Ross, Cogburn bei einer Wildwestshow zu besuchen. Allerdings kommt sie um einige Tage zu spät, da dieser kurz zuvor verstarb. Daraufhin lässt sie Cogburns Leiche in ihren Heimatort Dardanelle überführen, wo sie ihm einen größeren Grabstein setzen lässt.

## Erzählperspektive
Die gesamte Handlung wird von Mattie Ross rückblickend als Ich-Erzählung wiedergegeben. Dabei versuchte Charles Portis, die Erzählung so wirken zu lassen, als würde sie im Jahre 1928 und somit lange nach den Ereignissen erzählt werden. Besonders deutlich wird dies daran, dass Mattie an einigen Stellen erwähnt, was später aus bestimmten Personen oder Orten geworden ist. Ebenfalls scheint Portis bemüht gewesen zu sein, die Erzählsituation möglichst realistisch zu gestalten, so dass das Werk auf den Leser den Eindruck macht, als sei Mattie die Autorin des Buches, die über reale Ereignisse berichtet. Einem ähnlichen Erzählstil bediente sich bereits Arthur Conan Doyle bei seinen Sherlock-Holmes-Romanen, die sich ebenfalls der Stilmittel der Erlebniserzählung bedienen.

## Verfilmungen
Bereits 1968 wurde das Buch von Henry Hathaway unter demselben Titel mit John Wayne in der Rolle des Rooster Cogburn erstmals verfilmt. In Deutschland erschien dieser Film unter dem Titel Der Marshal.
1975 folgte dann eine Fortsetzung mit dem Titel Mit Dynamit und frommen Sprüchen (Rooster Cogburn and the Lady), in der ebenfalls John Wayne die Hauptrolle übernahm, für die es jedoch keine Buchvorlage gab.
Im Jahre 2010 wurde das Buch schließlich unter Beibehaltung des Originaltitels von den Coen-Brüdern erneut verfilmt. Dabei wurde von vielen Kritikern lobend bemerkt, dass der Film der Coen-Brüder viel mehr der Literaturvorlage entspreche als der vorangegangene Film mit John Wayne.

## Ausgaben (Auswahl)
- True Grit. Rowohlt Verlag, Reinbek bei Hamburg 2011, ISBN 978-3-499-25662-2
- Die mutige Mattie. Rowohlt, Reinbek, 1969
- Die mutige Mattie. Rowohlt Taschenbuch Verlag, April 1972, ISBN 978-3-499-11483-0
- Die mutige Mattie. Bertelsmann, Gütersloh 1969
- True Grit. Simon & Schuster, 1968, ISBN 978-1-199-82223-9